# Charles Tidwell
Charles „Charlie“ Tidwell (* 30. März 1937 in Independence, Kansas; † 28. August 1969 in Denver) war ein US-amerikanischer Sprinter und Hürdenläufer.
Am 16. April 1960 lief er die 220 Yards (201,168 m) in 20,2 s, jedoch stellte sich heraus, dass die Strecke tatsächlich nur 199,6 m lang war. Dies verhinderte eine Ratifizierung als Weltrekord, obwohl er auch mit 0,1 s Zuschlag die Rekordmarke über 200 Meter von 20,5 s unterboten hatte.
Am 10. Juni 1960 stellte er mit 10,1 s den Weltrekord über 100 Meter ein.
Bei den US-Ausscheidungskämpfen für die Olympischen Spiele 1960 verletzte er sich jedoch im Finale über 100 Meter und konnte danach auch nicht über 200 Meter antreten.
1959 wurde er US-Meister über 200 Meter Hürden. Für die University of Kansas startend wurde er zweimal NCAA-Meister über 100 Yards bzw. 100 Meter (1959, 1960) und je einmal über 200 Meter (1960) und über 200 Meter Hürden (1958).
Im Alter von 32 Jahren beging er Suizid, nachdem er im Streit seine Ehefrau erschossen hatte.

## Persönliche Bestzeiten
- 100 yds: 9,4 s, 16. Mai 1959, Norman
- 100 m: 10,1 s, 10. Juni 1960, Houston
- 200 m: 20,3 s, 16. April 1960, Abilene
- 200 m Hürden: 22,6 s, 14. Juni 1958, Berkeley (ehemalige Weltbestzeit)